# Torst
TORST je české nakladatelství vzniklé v roce 1990, se sídlem v Praze, na Novém Městě. Zakladatelem a vlastníkem je PhDr. Viktor Stoilov, podle něhož se nakladatelství též jmenuje (Viktor Stoilov). Jedná se o úzce profilované nakladatelství, zaměřené především na českou fotografii a současné české autory (Martin C. Putna, Václav Havel, Patrik Ouředník, Petra Hůlová, Jáchym Topol, Tomáš Zmeškal a další); dále vydává komentované fotoreprinty děl české meziválečné avantgardy. Menší část edičního programu tvoří překladová literatura, kterou nakladatelství vydávalo zejména v prvních deseti letech své existence. Poté se soustředilo zejména na literaturu portugalskou a brazilskou (edice „Lusobrazilská knihovna“). Vydalo též např. český překlad Dějin brazilské literatury Luciany Stegagno-Picchiové anebo staroanglického Béowulfa v překladu Jana Čermáka.

## Edice a knižní řady

### Fototorst
Anglicko-česká edice monografií fotografů v malém formátu 160 x 180 mm, která navázala na zaniklou edici "Umělecká fotografie" nakladatelství Odeon z let 1958–1987. V letech 2000–2013 v ní vyšlo celkem 38 svazků s fotografiemi českých (příp. československých) tvůrců. Jsou zastoupeni tito klasikové i žijící autoři a autorky: Josef Binko, Vladimír Jindřich Bufka, Karel Cudlín, Eva Davidová, František Drtikol, Vojta Dukát, Eva Fuková, Jaromír Funke, Alexandr Hackenschmied, Bohdan Holomíček, Václav Chochola, Viktor Kolář, Antonín Kratochvíl, Josef Koudelka, Bohumil Krčil, Jan Langhans, Jan Lukas, Jindřich Marco, Emila Medková, Alfons Mucha, Tomki Němec, Ivan Pinkava, Ivo Přeček, Jindřich Přibík, Jan Reich, Jaroslav Rössler, Jan Ságl, Tono Stano, Iren Stehli, Josef Sudek, Jan Svoboda, Dušan Šimánek, Jindřich Štyrský, Karel Teige, Miroslav Tichý, Zdeněk Tmej, Eugen Wiškovský a Peter Župník.

### Cykly fotografií Josefa Sudka
Knižní vydání fotografických cyklů Josefa Sudka v české i anglické verzi – Okno mého ateliéru (2007), Portréty (2007), Zátiší (2008), Reklama (2008), Prales Mionší (2009), Svatý Vít (2010), Labyrinty (2013).

### Monografie Josefa Koudelky
Mimo monografii Josefa Koudelky v edici Fototorst (Anna Fárová, 2002) vydalo nakladatelství tyto jeho knihy – Josef Koudelka (2006), Invaze 68 (2008), Cikáni (2011), Deníky (2021).

### Spisy českých spisovatelů
Vladimír Burda, Jiří Černohlávek, Vratislav Effenberger, František Halas, Jan Hanč, Václav Havel, Zbyněk Havlíček, Jindřich Heisler, Karel Hynek, Ivan M. Jirous, Ladislav Klíma, Karel Kryl, Vladimír Nárožník, Josef Palivec, F. X. Šalda, Jáchym Topol, Richard Weiner.

### Česká memoárová literatura
Vratislav Brabenec, Stanislav Budín, Jarmila Čapková, Lubomír Dorůžka, Josef Ludvík Fischer, Hana Frejková, Richard Glazar, Josef Hiršal a Bohumila Grögerová, Dagmar Hochová, Miloslava Holubová, Ivan Jelínek, Alexandr Kliment, Josef Knap, Jaromír Kopecký, Vladimír Kouřil, Marie Rút Křížková, Anastáz Opasek, Jiří Pechar, Bedřich Placák, Daniel a Jiří Reynkové, Jan Saudek, Josef Schwarz-Červinka, Jaroslav Strnad, Miloš Šafránek, Bohumil Vít Tajovský, Nikolaj Terlecký, Stanislav Vodička, Šimon Wels, Jan Zábrana, Jiřina Zábranová aj.

### Česká próza (vázáno)
Egon Bondy, Ivan Diviš, Jaroslav Durych, Ladislav Dvořák, Karel Eichler, Martin Fendrych, Julius Fučík, Bohumila Grögerová, Daniela Hodrová, Ivan Landsmann, Lubomír Martínek, Ivan Matoušek, Karel Milota, Milan Nápravník, Jan Novák, Bohumil Nuska, Petr Placák, Karel Švestka, Vlastimil Třešňák, Jan Zábrana aj.

### Česká próza (brožováno)
Václav Bartuška, Zbyněk Benýšek, Ivan Binar, Vlasta Dufková, Stanislav Dvorský, Sylva Fischerová, Jaroslav Formánek, Milena Honzíková, Petra Hůlová, Jan Jícha, Tobiáš Jirous, Tomáš Kolský, Jaroslav Kovanda, Petr Král, Marek Nekula, Zdeněk Němeček, Patrik Ouředník, Markéta Pilátová, Drahomíra Pithartová, Magdaléna Platzová, Marek Přibil, Jaroslav Putík, Kateřina Rudčenková, Milena Slavická, Anna Šabatová, Zdeněk Štipl, Egon Tobiáš, Jaromír Typlt, Václav Vogl, Josef Vondruška, Pavel Zajíček, Tomáš Zmeškal, Anna Zonová aj.

### Česká poezie (vázáno)
Vladimíra Čerepková, Jiří Daniel, Jiřina Hauková, Zbyněk Hejda, Emil Juliš, Jaromír Nohavica, Rio Preisner, Ivan Schneedorfer, Pavel Šrut, Josef Topol, Vlastimil Třešňák, Jan Vladislav, Václav Vokolek, Jan Zábrana, Karel Zlín aj.

### Edice poezie (brožováno)
Tašo Andjelkovski, Milan Balabán, Zbyněk Benýšek, Ivan Blatný, Vladimíra Čerepková, Jiří Daníček, Jiří Dědeček, Ivan Diviš, František Dryje, Vlasta Dufková, Jaroslav Durych, Stanislav Dvorský, Roman Erben, Milan Exner, Viola Fischerová, Viktor Fischl, Tomáš Frýbert, Jan Gabriel, Bohumila Grögerová, Jiří Gruša, Rudolf Havel, Jiří Honzík, Zdeněk Hron, Pavel Janský, Věra Jirousová, Petr Kopta, Miroslav Koryčan, Jiří Kovtun, Petr Král, Vít Kremlička, František Listopad, Lukáš Marvan, Alena Nádvorníková, Milan Nápravník, Bohumil Nuska, Jaroslav Pížl, Petr Placák, Sylvie Richterová, Zora Růžová, Šárka Smazalová, Charlie Soukup, Pavel Šrut, Eva Švankmajerová, Jan M. Tomeš, Jiří Veselský, František Vinant, Jiřina Zemanová aj.

### Korespondence
Václav Černý, Jakub Deml, František Hrubín, Josef Jedlička, Jiří Orten aj.

### Esejistika a publicistika
Jiří Černý, Lubomír Dorůžka, Ivan Dubský, Anna Fárová, Petr Fidelius, Jindřich Chalupecký, Václav Jamek, Ladislav Jehlička, Svatopluk Karásek, Karel Kosík, Josef Krouvor, Věra Linhartová, Emanuel Mandler, Václav Navrátil, Patrik Ouředník, Karel Schwarzenberg, Jan Štolba, Jan M. Tomeš, Jaromír Zemina aj.

### Životopisy s obrazovým doprovodem
Bohumil Hrabal (napsal Tomáš Mazal), Vladimír Boudník (napsal Vladislav Merhaut).

### Texty výtvarníků a o výtvarném umění
Rudolf Němec, Mikuláš Medek, Alena Nádvorníková, Jiří Padrta, Martin Stejskal, Jiří Šetlík, Aleš Veselý, Jaromír Zemina aj.

### Malá řada kritického myšlení
Antonín Brousek, Jiří Cieslar, Miroslav Červenka, František Červinka, Bohumil Doležal, Lubomír Doležel, Mojmír Grygar, Aleš Haman, Jiří Honzík, Anna Housková, Květoslav Chvatík, Milan Jankovič, František Kautman, Zdeněk Kožmín, Alexej Kusák, Jan Lopatka, Antonín Mokrejš, Jiří Opelík, Jiří Pechar, Jiří Pelán, Zdeněk Pešat, Jiří Rambousek, Alexandr Stich, Vladimír Svatoň, Jiří Trávníček, Zdeněk Vašíček, Josef Vohryzek, Aleš Zach.

### Literární věda
Václav Černý, Martin Hilský, Daniela Hodrová, Petr Holman, Oldřich Králík, Jan Lopatka, František Václav Mareš, Jiří Opelík, Patrik Ouředník, Vladimír Papoušek, Jiří Pelán, Rio Preisner, Martin C. Putna, Pavel Trost aj.

## Ocenění
- Státní cena za literaturu (Ivan Diviš, Emil Juliš, Milan Jankovič, Patrik Ouředník)
- Cena Jaroslava Seiferta (Pavel Šrut, Ivan M. Jirous)
- Cena Magnesia Litera (Petra Hůlová – objev roku, Tašo Andjelkovski – za poezii)
- Cena Nadace Český literární fond (Ivan Dubský)
- Cena F. X. Šaldy (Jan Štolba)
- Cena Egona Hostovského (Karel Švestka)
- Cena Jiřího Ortena (Petra Hůlová)
- Cena Toma Stopparda (Patrik Ouředník)
- Cena Josefa Škvoreckého (Petra Hůlová, Tomáš Zmeškal)
- Cena Josefa Jungmanna (Vlasta Dufková, Patrik Ouředník)
- Cena za nejkrásnější českou knihu roku (pro grafiky Roberta V. Nováka, Martina Balcara a Aleše Najbrta)
- Umístění na prvních místech v anketě Lidových novin o nejzajímavější českou knihu roku (Jan Zábrana, Vlastimil Třešňák, Ivan Diviš, Josef Topol, Ivan M. Jirous, Ivan Landsmann, Petra Hůlová, Jáchym Topol, Tomáš Zmeškal)